# Pásztázó elektronmikroszkóp

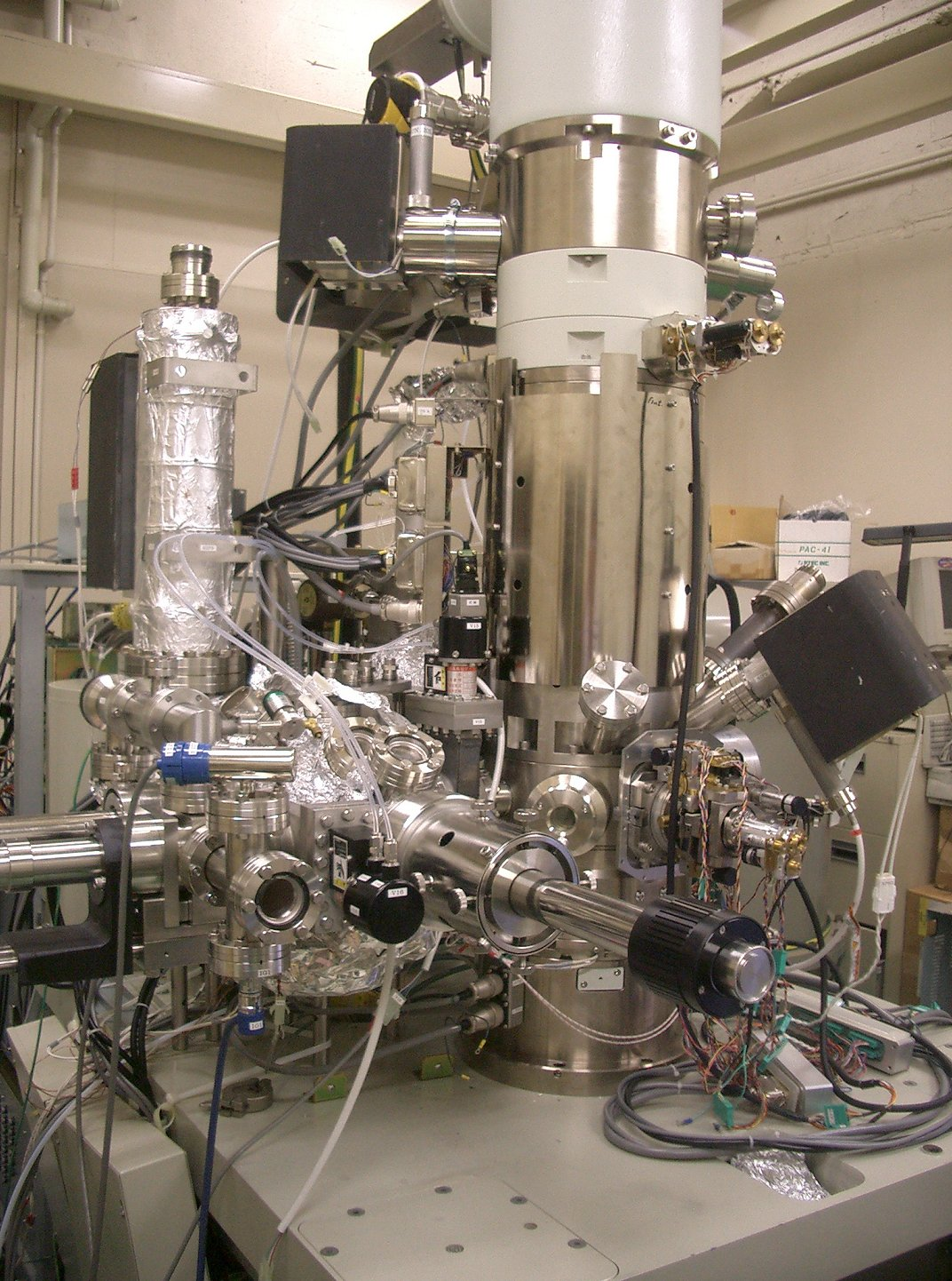
Pásztázó transzmissziós elektronmikroszkóp (200 kV Jeol prototípus), 3. fokozatú gömb alakú aberrációs korrektorral

A pásztázó elektronmikroszkóp (angolul: scanning electron microscope, SEM) olyan elektronoptikai eszköz, amely a vizsgált tárgy felszínének meghatározott területét irányított vékony elektronnyalábbal pontos minta szerint végigpásztázza, az elektronsugár és a tárgy kölcsönhatásából származó jeleket erre alkalmas detektorokkal érzékeli, és ezeket megfelelően feldolgozva, az elektronsugár mozgásával szinkronizálva képileg (esetleg más formátumban, például spektrum) kijelzi. Mivel az elektronsugár és a tárgy kölcsönhatásaként számos, az anyag adott felületére jellemző típusú jel keletkezik, lehetővé válik a minta különböző tulajdonságainak képszerű megjelenítése, vagy a vizsgált anyag tulajdonságainak, a vizsgálati terület helyének – képileg is azonosítható – meghatározása. Ilyen módon a vizsgált anyag alaki (morfológiai) sajátosságain túlmenően, a készülék felszereltségétől függően számos más tulajdonság is vizsgálható lehet (például a kémiai összetétel). Mindezek ellenére a pásztázó elektronmikroszkóp legáltalánosabban használt sajátossága az, hogy a vizsgált anyagok felszínének alaki tulajdonságairól nagy felbontású és nagyítású, ugyanakkor nagy mélységélességű képet tud alkotni.

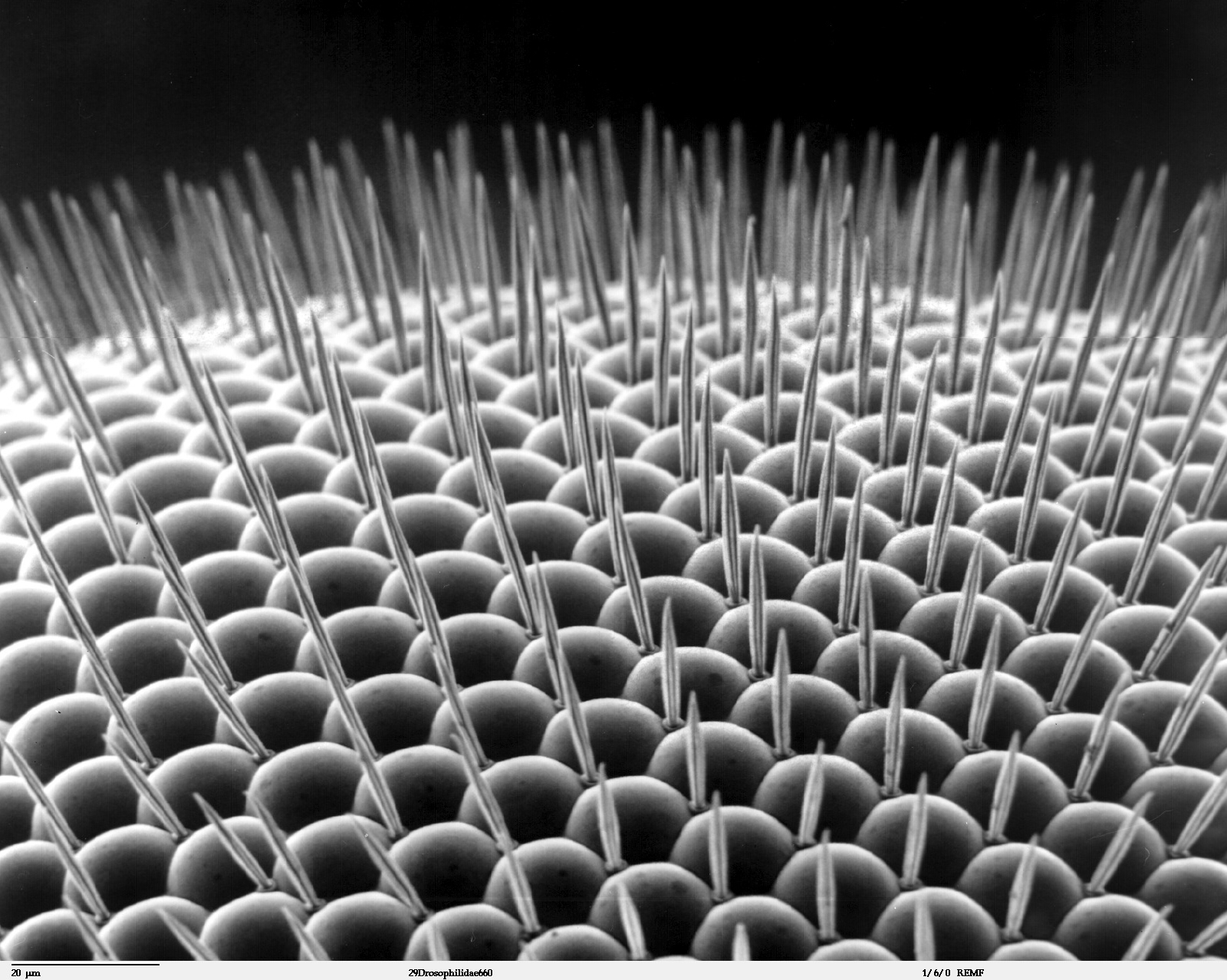
Ez a PEM-felvétel bemutatja a kép jellegzetes térhatását és mélységélességét (a tárgy: ecetmuslica összetett szeme)

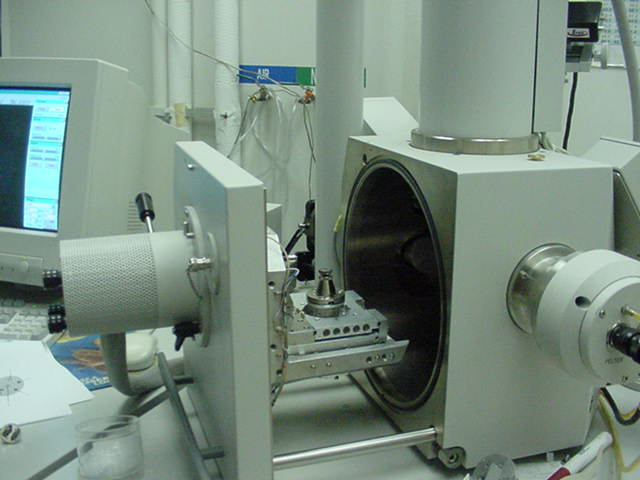
A PEM nyitott mintakamrája

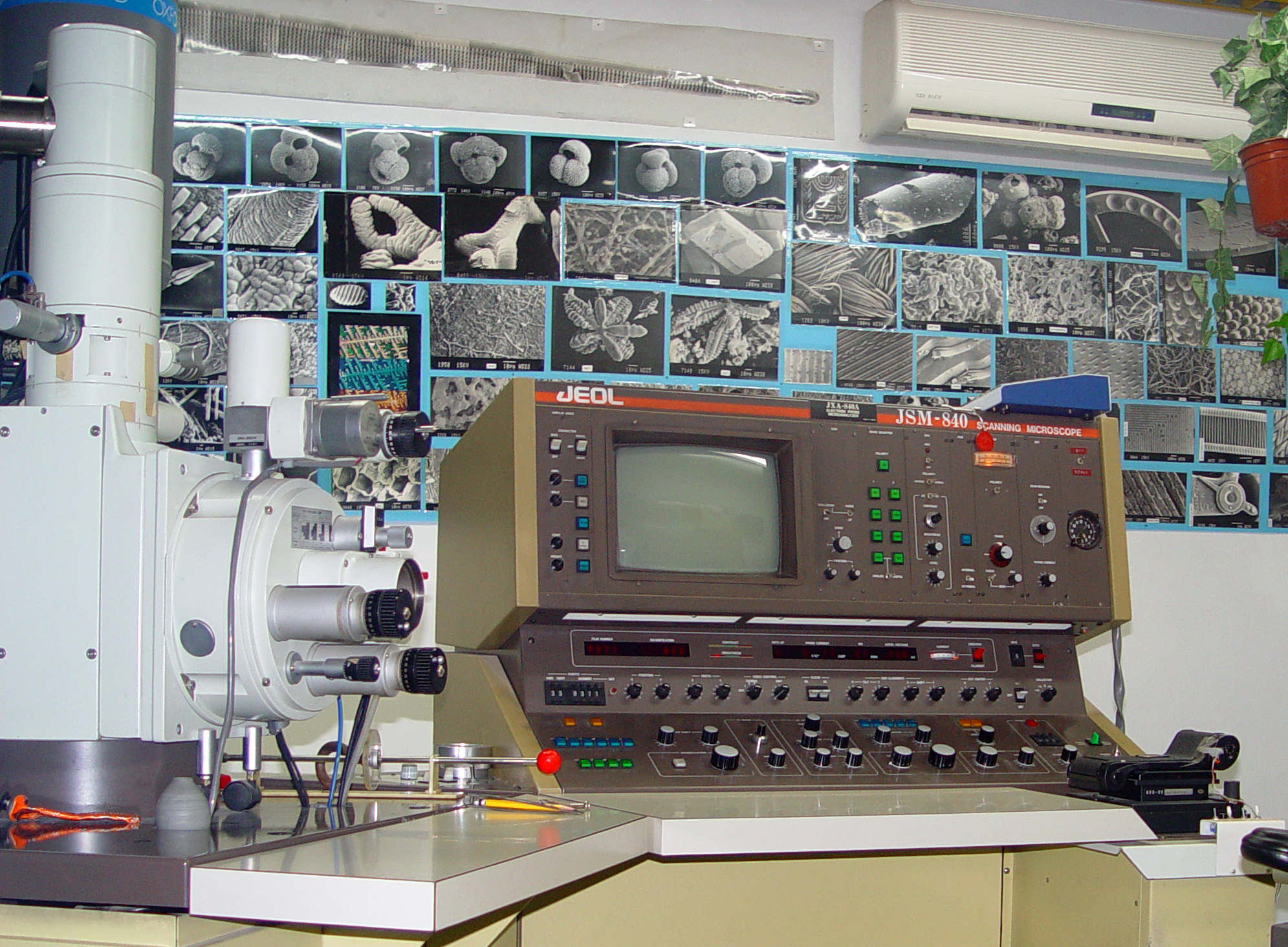
Pásztázó elektronmikroszkóp

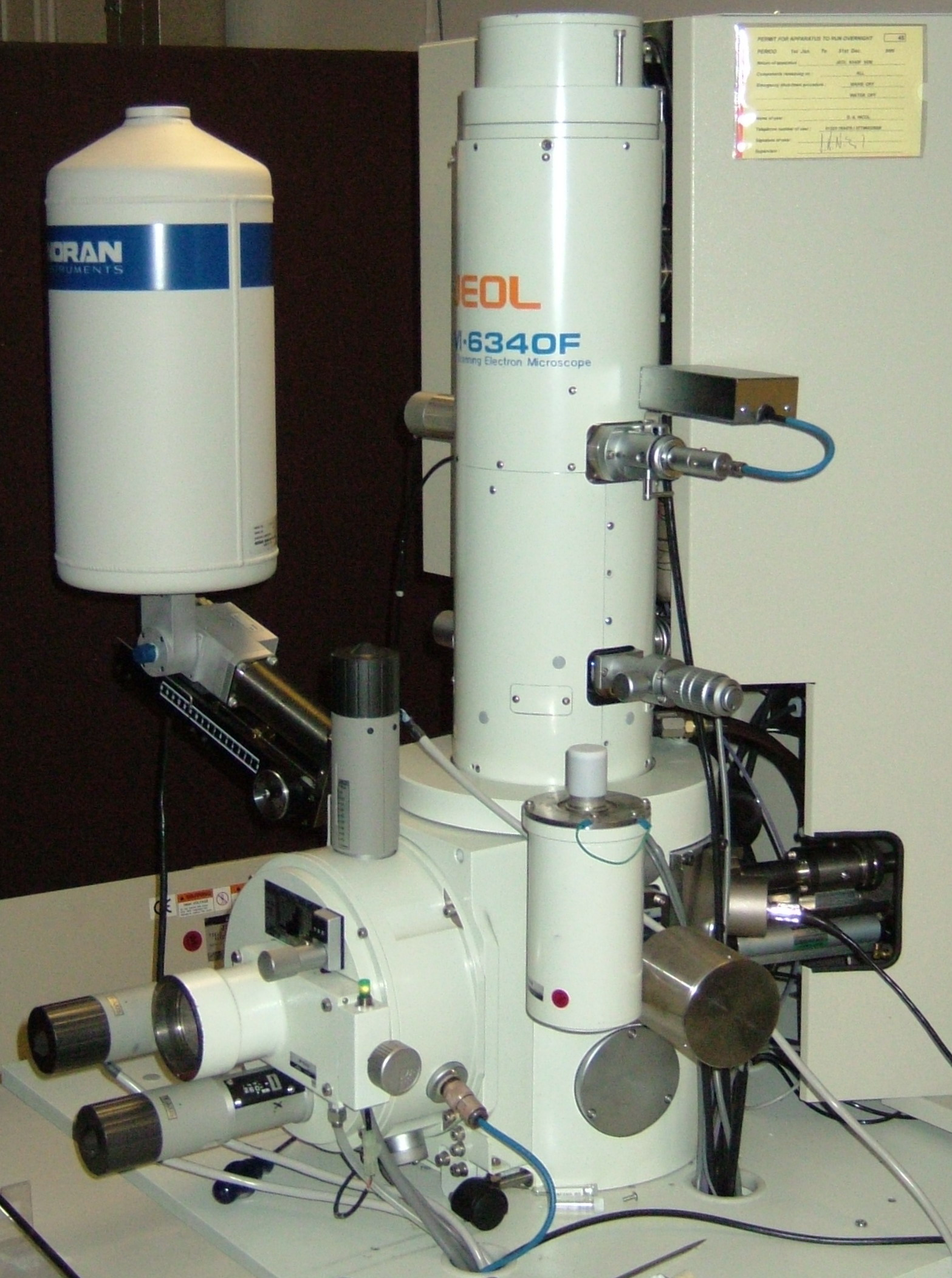
JEOL JSM-6340F pásztázó elektronmikroszkóp (csak az oszlop és kiegészítő részei, valamint a tárgyasztalt mozgató kezelőcsavarok láthatók)

## Története
Az első, pásztázó elektronmikroszkóppal felvett képet Max Knoll készítette 1935-ben, egy nagy szilíciumtartalmú acél felületéről. A pásztázó elektronmikroszkóp gyakorlati elveinek kidolgozásában és a minta–elektronsugár kölcsönhatás vizsgálatában további úttörő munkát végzett Manfred von Ardenne 1937-ben, aki egy brit szabadalmat is alkotott, ám soha nem készített működő berendezést.
Von Ardenne 1938-ban egy transzmissziós elektronmikroszkópba pásztázó tekercseket épített, így létrehozta az első pásztázó transzmissziós elektronmikroszkópot (STEM). Az első, STEM által készített kép egy ZnO-kristály képe volt, az üzemi feszültség 23 kV, a nagyítás 8000 volt, a térbeli felbontás 50 és 100 nm közé esett. A kép 400×400 pásztázott vonalból állt össze, felvétele 20 percig tartott, mivel a filmet a sugárral szinkronban kellett mozgatni.
Az első PEM, amivel szilárd minta felületét vizsgálták, az Egyesült Államokban, az RCA Laboratories-nél működött 1942-ben, Vladimir K. Zworykin és társai irányítása alatt. A műszer elektronoptikája három elektrosztatikus lencséből épült fel, a pásztázó tekercseket a második és a harmadik lencse közé helyezték. Az elektronágyút alulra tették, így a mintakamra a kezelő számára kényelmes magasságban helyezkedett el. Ezzel az első pásztázó elektronmikroszkóppal 50 nm-es felbontást értek el. Az akkoriban gyorsan fejlődő transzmissziós technika mellett a kutatók számára ez az érték nem volt különösebben érdekes, ezért a további fejlesztések abbamaradtak.
A pásztázó elektronmikroszkópot Sir Charles Oatley
és posztgraduális tanulmányokat folytató tanítványai fejlesztették tovább. Az 1940-es évek vége felé Oatley a Cambridge-i Egyetem Műszaki Intézetében (Engineering Department of Cambridge University), az egyetem Fizikai Intézetében, a transzmissziós elektronmikroszkópokkal folyó munkák kiegészítéseképpen a pásztázó elektronmikroszkópok felé fordult. A munkákat tanítványával, Ken Sanderrel együttműködve kezdte, majd 1948-ban Dennis McMullannel együtt megépítette első pásztázó elektronmikroszkópját. Ezzel a műszerrel 1952-re már elérték az 50 nm-es felbontást, de legfőbb eredményük a napjaink PEM-technológiáját is jellemző háromdimenziós képalkotás volt. Denis McMullant 1952-ben Ken Smith váltotta, aki számos fejlesztést végzett az elektronoptikai rendszeren. A kutatók ekkoriban gyakorlatilag nem mutattak érdeklődést a berendezés iránt, ezért Oatley olyan alkalmazásokat keresett, amelyekkel reklámozni tudták volna a PEM-et. 1955-ben jelent meg első publikációjuk, melyben egyértelműen meghatározták a PEM lehetséges alkalmazási területeit.
Fontos lépés volt Oatley negyedik kutató tanítványa, Thomas Eugen Everhart fejlesztése, aki 1955-ben kezdett Oatleynél dolgozni. Everhart továbbfejlesztette a másodlagos elektrondetektort, megoldása szerint egy szcintillátor alakította át az elektronokat fotonokká, melyeket egy fényvezetőn keresztül közvetlenül a fotosokszorozókba juttatott. Ezt a módszert követte 1957-től Thornley, áttörő jellegű munkájukat a Wide-band detector for micro-microampere low-energy electron currents (Everhart and Thornley, 1960) című munkájukban publikálták. Az elektronsokszorozó helyettesítése az új szcintillátor/fotosokszorozó kombinációval megnövelte a gyűjtött jel mennyiségét és javította a jel-zaj arányt.
Új alkalmazási területeket nyitott meg Gary Stewart, aki egy ionágyút illesztett a PEM mintakamrájához, így lehetővé vált a minta ionokkal történő bombázása. Kutatásainak befejezése után Stewart a Cambridge Instrument Company munkatársa lett, ahol részt vett az első kereskedelmi forgalomba kerülő pásztázó elektronmikroszkóp kifejlesztésében. A berendezésnek a Stereoscope nevet adták. A munkát 1961-ben Alec Broers folytatta, aki továbbfejlesztette a műszer ionsugár-optikáját, és a felbontás növelése érdekében egy mágneses objektívlencsét adott a rendszerhez.
A Cambridge-i Egyetem Műszaki Intézetében 1960-ban sikerült először elérni a 10 nm-es felbontást Fabian Pease berendezésével, ami egy teljes mértékben mágneses lencsékből álló berendezés volt.

## Az elektronsugárzás és az elektronoptika

Elektronágyú

Az elektronmikroszkópok megalkotását az tette lehetővé, hogy felismerték: egy elektronforrásként szolgáló katódból kilépő elektronok – a katód és a vele szemben elhelyezett anód között nagy stabilitással beállított viszonylag nagy (10–100 kV) feszültségkülönbséggel – erősen légritkított térben (vákuumban) felgyorsíthatók. Az így létrehozott elektronsugárzás monokromatikus, hullámhossza a gyorsítófeszültség függvénye, és mivel töltött részecskék képezik, elektromos és mágneses terekkel kitéríthető, illetve ha ezek a terek megfelelő görbületű axiális szimmetriával bírnak, lencseként viselkednek, így a sugárzás fókuszálható. A De Broglie-képlet alapján minél magasabb a gyorsítófeszültség, annál alacsonyabb hullámhossz érhető el. (Louis de Broglie). Az alacsonyabb hullámhossz az Abbe-egyenlet alapján nagyobb felbontóképességet tesz lehetővé. Végül is ez volt az elektronmikroszkópok megalkotásának célja, mivel a fénysugárzás tartományában az alacsonyabb hullámhossz az ultraibolya sugárzással véget ér, és az UV-mikroszkópok is különleges (kvarc) optikát igényelnek, és nem is annyira a felbontóképesség növelésére, mint speciális célokra (fluoreszcenciamikroszkópok) használhatóak. Sajnos az így elért nagyobb felbontóképességnek is nagy „ára” volt, akár az elektronmikroszkópok műszaki paramétereit, előállításuk és működtetésük költségességét, akár az anyagok vizsgálatra való előkészítésének technológiai bonyolultságát, műszer- és munkaigényességét véve figyelembe. Biológiai anyagoknál különösen nagy az anyagokat az előkészítés során érő torzító hatások jelentősége, hiszen vákuumban vizsgálható, és még egyéb sajátos vizsgálati körülményeknek megfelelő, erősen korlátozott méretű mintákat lehet csak vizsgálni. Nehézségeik és technológiai korlátaik ellenére az elektronmikroszkópos vizsgálatok (beleértve a pásztázó elektronmikroszkópos vizsgálatokat is) igen hasznosnak bizonyultak mind az anyag-, mind a biológiai tudományokban, és eddigi eredményeik felhasználása, valamint jelenlegi rutinszerű használatuk nélkül e tudományterületek eredményes művelése mára már elképzelhetetlen lenne.(Fejlesztési irányok:lantán-hexaborid katód, téremissziós elektronágyú.)

## Vákuumrendszer
Az elektronsugárzás csak erősen légritkított térben – vákuumban – terjed zavartalanul megfelelő távolságokra. Az elektronmikroszkópokban ezért megfelelő vákuumot kell biztosítani. Ezt kétlépcsős rendszer biztosítja. Ennek első tagjait a rotációs vákuumszivattyúk jelentik. Ezek hozzák létre a légritkitás azon szintjét, amikor már a vákuum további fokozására alkalmas olajdiffúziós szivattyúk is működőképessé válnak. Utóbbiak hatásfokának növelésére cseppfolyósnitrogén-hűtés szolgál. (Továbbfejlesztés: turbómolekuláris szivattyú). A tárgyak behelyezése a vákuumtérbe zsiliprendszeren keresztül történik.

## Egyidejű képalkotási eljárások
A transzmissziós elektronmikroszkópban (TEM) a kondenzorrendszer a tárgynak viszonylag nagy területét világítja meg, és a vizsgált tárgy rétegvastagsága olyan, hogy a sugárzás jelentős részét átereszti. Az elektronok egy része azonban a tárgy atomjaival ütközve visszaverődik, illetve irányt változtat. Ennek mértéke – egy adott energiájú elektronsugárzás mellett – tárgypontonként a tömegsűrűség függvényében változik. Az eltérített – rugalmasan szórt – elektronokat egy igen kis nyílású fémrekesz kiszűri a leképző rendszerből, így a nagyobb tömegsűrűségű tárgypontoknak kisebb sugárintenzitású, a fluoreszcens ernyőn sötétebb képpontok felelnek meg. A TEM lényegében csak ezt a jelenséget tudja hasznosítani a vizsgálati tárgy leképzésében, sőt az összes többi anyag-elektronsugár kölcsönhatásból származó effektusnak inkább zavaró jellege van. Az anyag–elektronsugár kölcsönhatásból származó összes további jelnek – egyéb természetüktől függetlenül – van egy gyakorlati szempontból közös vonása: leképzésük lencserendszerekkel nem oldható meg. Ugyanakkor a morfológiai kutatásokban használt módszerek túlnyomó többségében általában képi információkat igyekszünk nyerni a vizsgálati tárgyról. A képek a tárgy bizonyos fizikokémiai tulajdonságainak térbeli eloszlását jelenítik meg sík vetületben. A képek előállíthatók kibocsátott, visszavert, vagy a tárgyon áthaladás közben módosult sugárzások egy síkra vagy felületre történő leképezésével. Ezen az elven, lencserendszerek felhasználásával működnek a különböző optikai eszközök és műszerek: a távcső, a fényképezőgép, a fénymikroszkóp (FM), a transzmissziós elektronmikroszkóp (TEM). A nem fókuszálható sugárzások (pl. a röntgen- és a gamma-sugárzás) esetén az árnyékhatást használják fel a képalkotásra. Ezekkel a módszerekkel a vizsgált sajátosságok leképezése az egész objektum területéről egyidejűleg történik. Mivel az emberi szem optikája is ilyen jellegű információkon keresztül közvetíti a külvilág jelenségeit, a képeknek igen nagy az egyszerű, közvetlen vizuális megfigyelés alapján értelmezhető információs értéke. (Ugyanakkor például az esetleg sokkal több információt tartalmazó, de nem „visszaállított” hologramok egyszerű megtekintés alapján teljesen értelmezhetetlenek.)

A mikroszkópok típusai

## A tárgy és az elektronsugár kölcsönhatása
A tárgy és beleütköző elektronsugarak kölcsönhatásából a tárgy vizsgálatához – különböző módokon, és a tárgy eltérő tulajdonságaihoz igazodó műszerkombinációkkal – a következő jelek használhatók fel: A tárgyon áthatolt elektronok egy része változatlan, egy részük eltérült, egy részük lelassult. Ezeknek az igen vékony tárgyak (ultravékony metszetek) vizsgálatánál, a TEM-os kép alkotásánál van döntő jelentőségük. Az indukált elektromotoros erőt és az abszorbeált elektronok által keltett áramot félvezetők vizsgálatára használják. A felszíni topográfia tanulmányozására a néhányszor 10 nanométer (10−9 m) mélységből származó kis energiájú (néhányszor tíz elektronvolt) szekunder elektronok, vagy a nagy energiájú (akár több tíz kiloelektronvolt energiájú) visszaszórt elektronok szolgálnak. A gerjesztett állapotból alapállapotba történő visszatérést követő elektromágneses sugárzások, mint a néhány µm mélységből származó karakterisztikus röntgensugárzás, vagy a néhány elektronvolt energiájú katódlumineszcens sugárzás, a néhány atomsornyi méretű rétegből származó néhányszor 100 elektronvolt energiájú Auger-elektronok (a szekunder elektronok speciális fajtája) analízise morfológiai, elemi összetétel vagy kristálytani szempontból nyújt felvilágosítást a vizsgált mintákról.

## Képalkotás időben bontott (pásztázó) rendszerekkel
Képek előállíthatók a vizsgált objektum tulajdonságainak időben eltérő, részletenkénti megfigyelése és detektálása, majd ezek síkvetületének megfelelő rendszer szerinti rekonstrukciójával. A tárgy egyes részleteinek leképzése ilyenkor időben szétválasztva, egymás után történik. (Végül is ez az alapja a festésnek, rajzolásnak is.) A technikában a legegyszerűbb és pontos módszer a kép alapjául szolgáló jelek kibocsátását kiváltó, a tárgyat pásztázó elektronsugár és a kiíró rendszer, jelen esetben katódsugárcső elektronsugarának geometriailag hasonló, időben szinkronizált mozgása. Ezeknek a rendszereknek az elve messze nem új, ilyen volt a képtávíró, ma pedig széles körben használatos a televíziózásban és a számítógépek monitorjain is. Ezek mind képpontokat továbbítanak, és ezeket rakják össze egy arra alkalmas képernyőn, ma már az esetek többségében olyan sebességgel, hogy azokat az emberi szem folyamatosnak észleli. A korszerű pásztázó elektronmikroszkópokon is van közel hasonlóan gyors pásztázósebesség, de ez nem a nagy felbontású, minőségi képek készítését, hanem az anyagon való gyorsabb tájékozódást teszi lehetővé, mindenképpen meggyorsítva és megkönnyítve a vizsgáló munkáját.

## A felszínek vizsgálatára alkalmas pásztázó elektronmikroszkópok szerkezeti felépítésének és működésének alapjai

A pásztázó elektronmikroszkóp (PEM) kapcsolási rajzának vázlata

Röntgensugaras mikroanalizátorral felszerelt pásztázó elektronmikroszkóp (PEM) sematikus vázlata

Ha vizsgált objektumot egy igen kis átmérőjű elektronnyalábbal sugarazzuk be, a keletkező jelek a tárgynak egy viszonylag kis területéről származnak, azaz a tárgy „pontszerű” részletének elektronsugár alatti viselkedését és bizonyos tulajdonságait tükrözik. A keletkező jelek megfelelő detektorrendszerekkel felfoghatók, elemezhetők. Az elektronnyaláb így az anyagba vezetett igen finom kutasznak (szondának) is tekinthető, ezért az erre alkalmas műszereket elektronszonda készülékeknek is nevezik. Az elektronsugarat a vizsgálati anyagon az előbb tárgyalt pásztázó rendszer szerint végigvezetve, a felfogott jelek megfelelő elektronikus rendszerrel átalakítva egy szinkronizált kijelzőn képalkotásra is felhasználhatóak. Egy egyenetlen felszínről készült egyszerű fekete-fehér fényképet megtekintve megállapíthatjuk, hogy a különböző lejtésű felületrészek – adott megvilágítás mellett – eltérő fényvisszaverő tulajdonságai már elégségesek ahhoz, hogy felszín térbeli viszonyairól elfogadható vizuális információt, képet kapjunk. Az elektronsugár és a tárgy kölcsönhatásából származó jeltípusok közül a szekunder és a visszaszórt elektronoknak van – vastag, egyenetlen felszínű objektumok esetén hasznosítható – olyan tulajdonsága, amely az előbbi jelenséggel analóg. Nevezetesen: anyagukban homogén és elektromosan vezető felszíneknél egy adott erősségű primer elektronnyaláb által kiváltott szekunder elektronok, valamint a visszaverődött elektronok mennyiségét alapvetően a primer sugár és a tárgyfelszín által bezárt szög határozza meg. Elektromágneses lencserendszerrel azonban egyik sem képezhető le, azaz a fénymikroszkóp felülvilágításos üzemmódjával analóg megoldás elektronoptikai rendszerben nem szerkeszthető. Pásztázó rendszerrel azonban az egyes tárgypontok szekunder elektronkibocsájtása, illetve elektronvisszaverése időben szétválasztható, azaz a képalkotás ezen az úton megoldható. Pásztázó eljárásokkal készült képeken a felbontást – adott intenzitású és átmérőjű primer nyaláb esetén – alapvetően az a legkisebb tárgyrészlet határozza meg, amelyből a szondasugár hatására a detektor által még jól felfogható, a háttérzajtól jól elkülöníthető, meghatározott idő alatt a képalkotáshoz elegendő számú jel származik. Minél kisebb ez a tárgyrészlet, annál jobb a felbontás. Ezt elsősorban a sugárnyaláb mérete és szabályossága, valamint a pásztázó rendszer stabilitása és pontossága, azaz a készülék elektronoptikai és elektronikai sajátosságai befolyásolják. Annál jobb a készülék, minél kisebb átmérőjű, szabályos, jól kollimált, (konvergenciaszög < 0,5°) nagy intenzitású, monokróm sugárnyalábot tud nagy stabilitással előállítani. Igen komoly következményekkel jár a felbontóképesség szempontjából az a jelenség, hogy az elektronok a tárgyba hatolva, annak atomjaival ütközve, nagyobb területre szóródnak szét és váltanak ki jelemissziót. Az, hogy a tárgy milyen térfogatából jutnak ki ezek a jelek, az az illető másodlagos jelek természetétől, sugárzások esetében áthatoló képességüktől függ. A szekunder elektronokat kibocsátó terület eléggé megközelíti a besugárzott területet, így a sugárnyaláb átmérőjének csökkentésével viszonylag jó képi felbontás érhető el. A visszaszórt elektronok jóval nagyobb területről, a karakterisztikus röntgensugárzás pedig még nagyobb anyagtérfogatból és területből származik. Ez az egyes jeltípusokkal elérhető felbontást is meghatározza. A felszínvizsgálati üzemmódban használt készülékek ezért főként szekunder elektronokra érzékeny detektorokkal működnek. A szekunder elektronsugarat létrehozó elektronágyú lényegében azonos szerkezetű, mint a TEM-okban. Lényeges eltérés, hogy a itt alkalmazott gyorsítófeszültség általában 10–30 kV, azaz a transzmissziós készülékekben használtnál lényegesen alacsonyabb. A kis átmérőjű sugárnyaláb kialakítására elektronmágneses lencserendszer szolgál, a sugár pásztázó mozgásának létrehozására pedig eltérítő tekercseket építenek be. A szondasugarat eltérítő tekercsek és a vele szinkron katódsugárcső sugáreltérítő rendszerének vezérlését egy scanning generátor szolgáltatja. A nagyítást a szondasugár által lepásztázott négyzet és a kijelző katódsugárcső hasznos felülete közötti viszony adja. Mivel a katódsugárcső mérete adott, a nagyítás a szondasugár által lepásztázott négyzet nagyságának változtatásával állítható be. A vákuumrendszer és a tápegység a hagyományos TEM-okéval azonos. A kép rögzítése a katódsugárcső képernyőjének lefényképezésével, vagy más képrögzítő eljárással történhet.

### A szekunder és visszaszórt elektronok detektálása, a képek kinézete

Detektor elrendezés szekunder elektronokhoz

A tárgyfelszínről kilépő szekunder és visszaszórt elektronok mennyisége a felszín és a pásztázó sugár által bezárt szögtől függ. Kisebb beesési szög kisebb, nagyobb beesési szög nagyobb mértékű elektronkibocsátással jár. A kijelző katódsugárcső képernyőjén a katódsugár sugárkévéjét ezzel arányosan modulálva lehet megfigyelhető képet nyerni. A tárgyból kilépő elektronok felfogását és mennyiségükkel arányos jelekké alakítását a tárgy közelében elhelyezett jelfogó-jelátalakító detektor végzi. A detektoron alkalmazott néhány kilovoltos pozitív feszültséggel összegyűjtött és felgyorsított elektronok egy szcintillátor rétegbe csapódva fényfelvillanásokat okoznak. A fényt egy fényvezető szál egy fotoelektron-sokszorozóhoz vezeti, amelyekben a beérkezett fotonokkal kiváltott, azokkal arányos mértékű, felerősített, a további elektronikus feldolgozásra alkalmas elektromos jelek keletkeznek. A detektálhatóság szempontjából lényeges különbség van a visszaszórt és a szekunder elektronok között. Az előbbiek, viszonylag nagy energiájuk miatt, a visszaverődés helyétől közel egyenes vonalban terjednek, így csak olyan területekről juthatnak a detektorba, amelyekre a detektor mintegy „rálát”. A szekunder elektronok igen kis (néhány elektronvolt) energiával lépnek ki a tárgyból minden irányba, és csupán csak kis hányaduk jutna magától a detektorba. A szekunder elektronok azonban a detektoron alkalmazott, a tárgyhoz képest pozitív, néhányszor száz voltos gyűjtőfeszültséggel – a primer és a visszaszórt elektronsugarak lényegesebb befolyásolása nélkül – eredeti kilépési irányuktól függetlenül a detektor szcintillátor rétegébe gyűjthetők. A detektor megfelelő geometriájú kialakításával a visszaszórt elektronok nagy része viszont kizárható. A kétféle úton – a visszaszórt elektronok vagy a szekunder elektronok felfogásával – nyert képek a felbontóképességben mutatkozó különbségeken túlmenően még egy lényeges tulajdonságukban, megvilágítási effektusukban is különböznek. A visszaszórt elektronokkal nyert kép olyan, mintha a tárgyat a primer sugárforrás irányából néznénk, és az a detektor irányából lenne megvilágítva. A szekunder elektronokkal kapott képnél a rálátás iránya ugyanez, a megvilágítottság azonban diffúz fényforrásból származónak, minden irányból jövőnek látszik. Megjegyzendő, hogy visszaszórt elektronokkal is előállítható ehhez hasonló kép, ha nem egy, hanem két, egymással szimmetrikusan szemben elhelyezkedő detektort alkalmazunk, és a belőlük származó jeleket összesítve dolgozzuk fel.

### Nagyítás

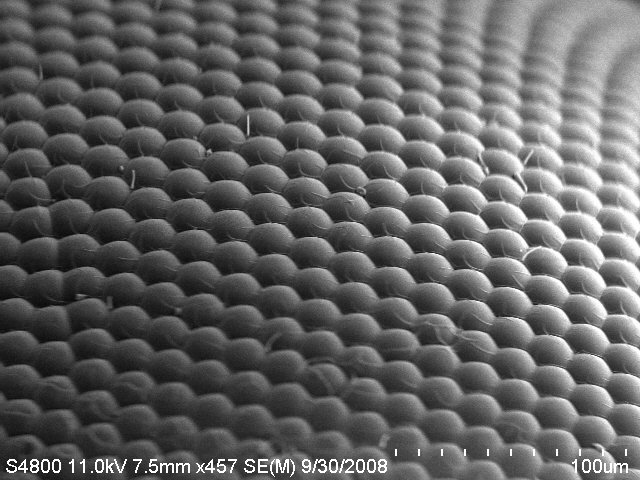
Házilégy összetett szemének képe 450-szeres nagyításban

A pásztázó elektronmikroszkóp nagyítása akár 5-6 nagyságrendben is változtatható, a körülbelül 10-szerestől az 1 000 000-szoros nagyításig. Az optikai és a transzmissziós elektronmikroszkópoktól eltérően a nagyítást nem a tárgylencse nagyítása határozza meg. Bár a pásztázó elektronmikroszkópokban is lehet kondenzor és tárgylencse, szerepük nem a tárgy leképezése, hanem a sugárnak egy pontra fókuszálása. Feltételezve, hogy az elektronágyú elegendően kicsiny átmérőjű sugarat képes kibocsátani, a pásztázó elektronmikroszkóp elviekben képes lenne kondenzor és objektívlencse nélküli működésre, bár ekkor nem lenne túlságosan flexibilis, és nem lenne képes nagy felbontást elérni. A nagyítást a PEM-ben a mintát letapogató raszter és a kijelző méreteinek aránya határozza meg. Feltételezve, hogy a kijelzésre használt képernyő mérete adott, nagyobb nagyítás a raszter méretnének csökkentésével érhető el, illetve fordítva. Emiatt a nagyítás az x, y pásztázó tekercsekre adott árammal, vagy az x, y eltérítő tekercsekre adott feszültséggel változtatható.

### A pásztázó elektronmikroszkóp felbontása
A pásztázó elektronmikroszkóp térbeli felbontása a mintát érő elektronnyaláb átmérőjétől függ, ami viszont részben az elektronok hullámhosszától részben a pásztázó sugarat létrehozó elektronoptikai rendszertől függ. A felbontást korlátozza a nyaláb-minta kölcsönhatási térfogat, illetve az, hogy ez a térfogat milyen mértékben lép kölcsönhatásba a nyalábbal. Mind a sugár átmérője, mind az interakcióba lépő térfogat nagy az atomok közötti távolsághoz képest, így a PEM felbontása a rövidebb hullámhosszúságú (vagyis nagyobb energiájú) transzmissziós elektronmikroszkópéval (TEM) ellentétben nem elegendően nagy az egyes atomokról történő képalkotáshoz. A PEM-nek vannak viszont előnyei, például az, hogy a mintának relatíve nagy felületét képes leképezni, nemcsak vékonyrétegekről, hanem vastagabb anyagokról is képes képet alkotni. A műszertől függően a felbontás 1 nm és 20 nm közé eshet. 2009-ben a legnagyobb felbontású 0,48 nm volt 30 kV mellett (Hitachi S-5000).

## A pásztázó elektronmikroszkóp előnyei és korlátai a felszínek szerkezetének vizsgálatában

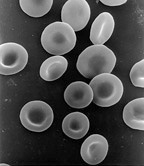
Vörösvérsejtek

Anyagfelszínek vizsgálatára fénymikroszkópon (FM-on) felső megvilágítású optikákkal, transzmissziós elektronmikroszkópon (TEM-on) pedig a felszínről készített lenyomatok (replikák) közvetítésével van lehetőség. A fénymikroszkóp szerényebb felbontóképessége mellett azzal az előnytelen tulajdonsággal is bír, hogy mélységélessége igen korlátozott. Ha például a fénymikroszkóp 1 µm-es felbontással dolgozik (azaz az alkalmazott optika nagyítása 100-szoros), mivel az objektív által látott részleteket minimálisan az emberi szem felbontóképességének határáig kell nagyítani (100×1 µm=0,1 mm), az optikai tengelyre merőlegesen elhelyezkedő kb. 1 µm mélységű térrészlet látható egyszerre élesen: azaz a mélységélesség és a felbontóképesség távolságban kifejezve azonos nagyságrendűek. A PEM mélységélessége ilyen felbontásnál 7000 µm=7 mm is lehet, de még 10 nm-es vagy jobb felbontásnál is több százszorosa a mélységélesség a feloldás távolságban kifejezett értékének. A fentiek szemléltetésére: ha a PEM-on 100-szoros nagyításban egy 1×1 mm-es anyagfelszínt vizsgálunk, egy látótéren belül akár 7 mm mélységkülönbségű mintarészek is egyszerre láthatók élesen. FM-on ezt 7000 egymás fölötti látótér átnézésével helyettesíthetjük. Ebből következően egy mélységében erősen tagolt felszín vizsgálatánál még az FM nagyítási tartományaiban is előnyösebben használható a PEM. Különösen fontos a nagy mélységélesség, ha nem csupán a vizuális megfigyelés, hanem a felvételeken való dokumentálás is célunk. Ez utóbbinál a PEM olyan lehetőséget ad, ami a FM-nál a kis mélységélesség miatt nem oldható meg: ez pedig a nagy nagyítású sztereó-képpárok készítése. A felszínek vizsgálatánál a PEM-okkal – a legjobb felbontóképességet biztosító szekunder elektron üzemmódban sem lehet elérni a TEM-ok felbontóképességét. (Ezek ma a kereskedelmi forgalomban – elfogadható áron – kapható készülékeknél 3–1 nanométer felbontás körül járnak.) Ez függ a vizsgált anyag tulajdonságaitól is. Ha a vizsgált anyag jól vezető fém, csak tisztításra és megfelelő vizsgálati felszín kialakítására van szükség, így a PEM-ok vagy a hozzájuk csatlakoztatott analizátorok tulajdonságai közel maximálisan kihasználhatóak. A nem vezető – így a biológiai minták – esetében viszont a torzításmentes szárítás mellett a vezetőképességet javító eljárások (ami a leggyakrabban vákuumgőzöléssel történő egyenletes vezetőréteggel való beborítást, vagy különleges kémiai kezelést jelent), valamint az, hogy a minták vákuumtérben vizsgálhatóak, nagyon bonyolult, eszköz- és munkaigényes előkészítési eljárásokat igényelnek.

### Mikromanipulátor a pásztázó elektronmikroszkópon
Egyes technikai jellegű anyagvizsgálatok (törés, szakítás, nyomás stb.) hatásának PEM-os megfigyelésére többféle ilyen jellegű beavatkozást szerkesztettek az anyagtudományi kutatásokhoz (fémek és műanyagok viselkedésének vizsgálata). Biológiai anyagvizsgálatokra alkalmas mikromanipulátorokat is kifejlesztettek, ezekkel azonban – éppen az anyagok előkészítési technikái miatt – nem lehetett átütő sikereket elérni. A fejlesztés új iránya a Hitachi kompakt elektronmikroszkóp.

### A tárgyfelszínek megfigyelése és fényképezése

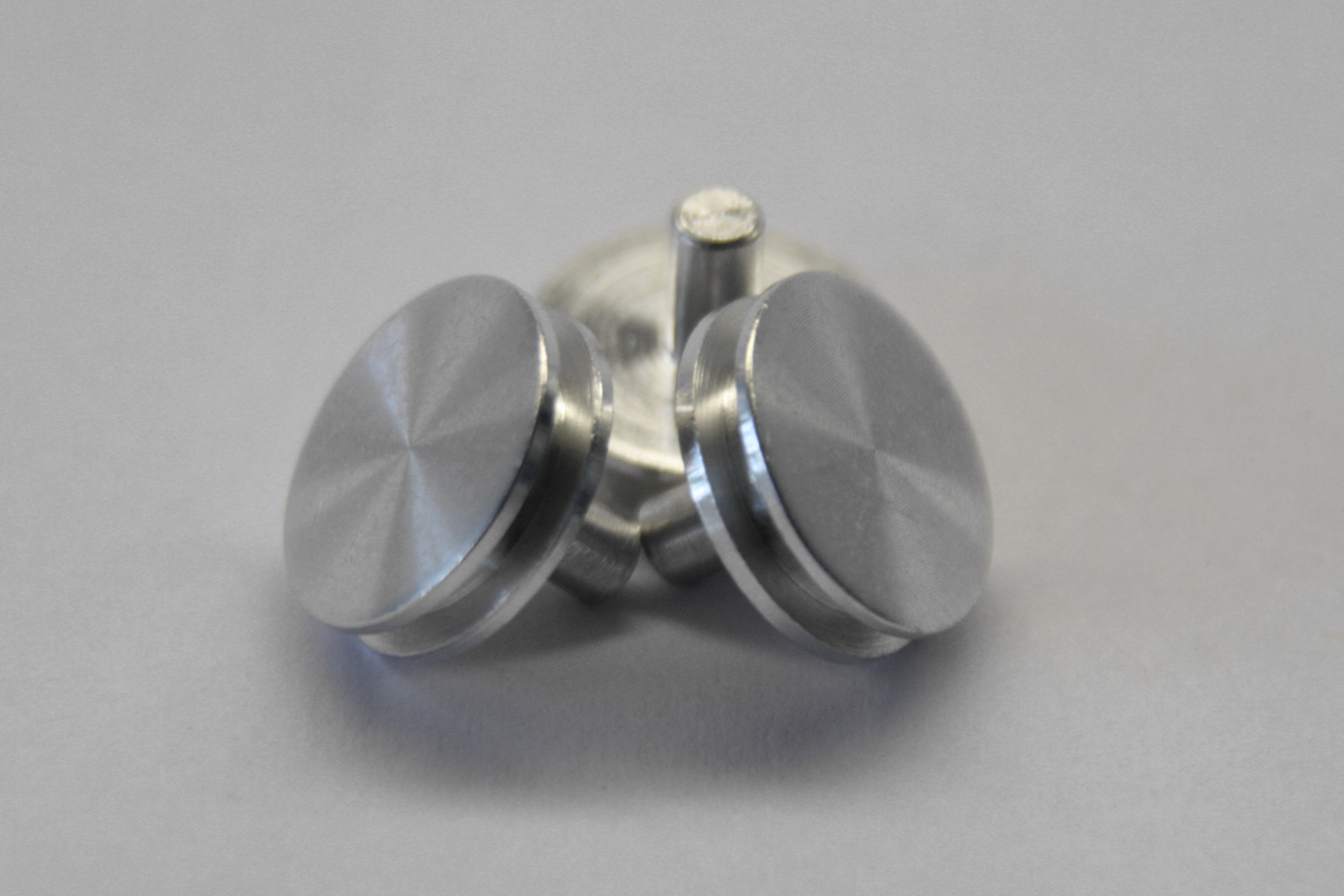
13 mm átmérőjű alumínium tárgytartók a minták felragasztására, az arany/arany-palládium vákuumgőzöléshez és a vizsgálathoz

Az anyagok megfigyelésére használt pásztázósebesség – készüléktípustól függően – különböző határok között változtatható. Dinamikus folyamatok megfigyeléséhez vagy mikromanipulációhoz gyors, a tv-technikában használatoshoz közeli pásztázósebesség szükséges. Nagy pásztázósebesség esetén a primer sugár csak igen rövid ideig kerül kölcsönhatásba az anyagfelszín egyes pontjaival, így az emittált szekunder elektronok mennyisége kevés a jó képalkotáshoz: rossz a jel-zaj viszony. Jó felbontást viszonylag lassú (10–50 másodperc képmezőnként) pásztázósebességnél lehet elérni. Az optimális hasznos nagyításhoz egy meghatározott optimális látótér is tartozik. Ez az a legnagyobb felszínrészlet, amely még a legjobb felbontás mellett vizsgálható. A felbontás maximuma ilyen és ennél kisebb felszínrészletek vizsgálatánál érhető el, ennél nagyobb felszínek csak rosszabb felbontással vizsgálhatók. A megfigyelt képek dokumentálása legáltalánosabban fotózással történik. A megfigyeléshez egy hosszú utófénylésű fluoreszcens bevonattal ellátott katódsugárcső szolgál, így azon még kis pásztázósebesség mellett is egységes kép áll össze. Az ezzel együtt vezérelt – fotózásra szolgáló – cső rövid utófénylésű, így azon mindig csak az aktuálisan pásztázott vonalszerű területnek a képe fut. Mivel az expozíciós idő egy komplett terület pásztázási idejének felel meg, a kép a fényérzékeny anyagon is egységessé áll össze. A PEM-ok tárgyasztala bizonyos határok között forgatható és dönthető. Ez utóbbi lehetőséget ad arra, hogy ugyanazon területről egymást követően megfelelő szögeltéréssel két felvétel készüljön. Az így kapott sztereó-képpárok sztereónézőn keresztül szemlélve ténylegesen térhatású képeket adnak.

## Képtár
Pásztázó elektronmikroszkópos felvételek

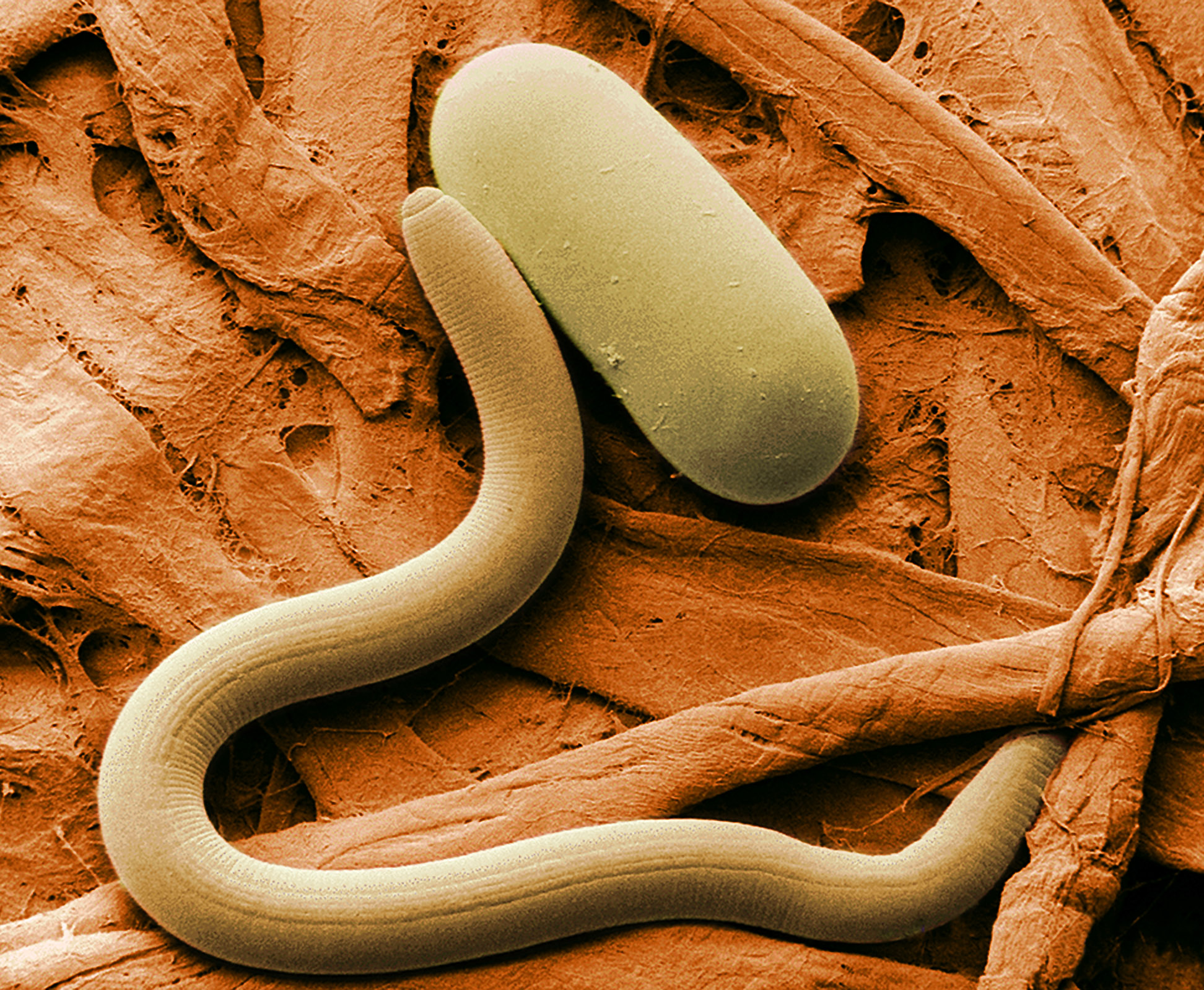
A szójabab egyik parazitája, a Heterodera glycines fonálféreg és annak petéje mesterségesen színezett PEM-felvételen
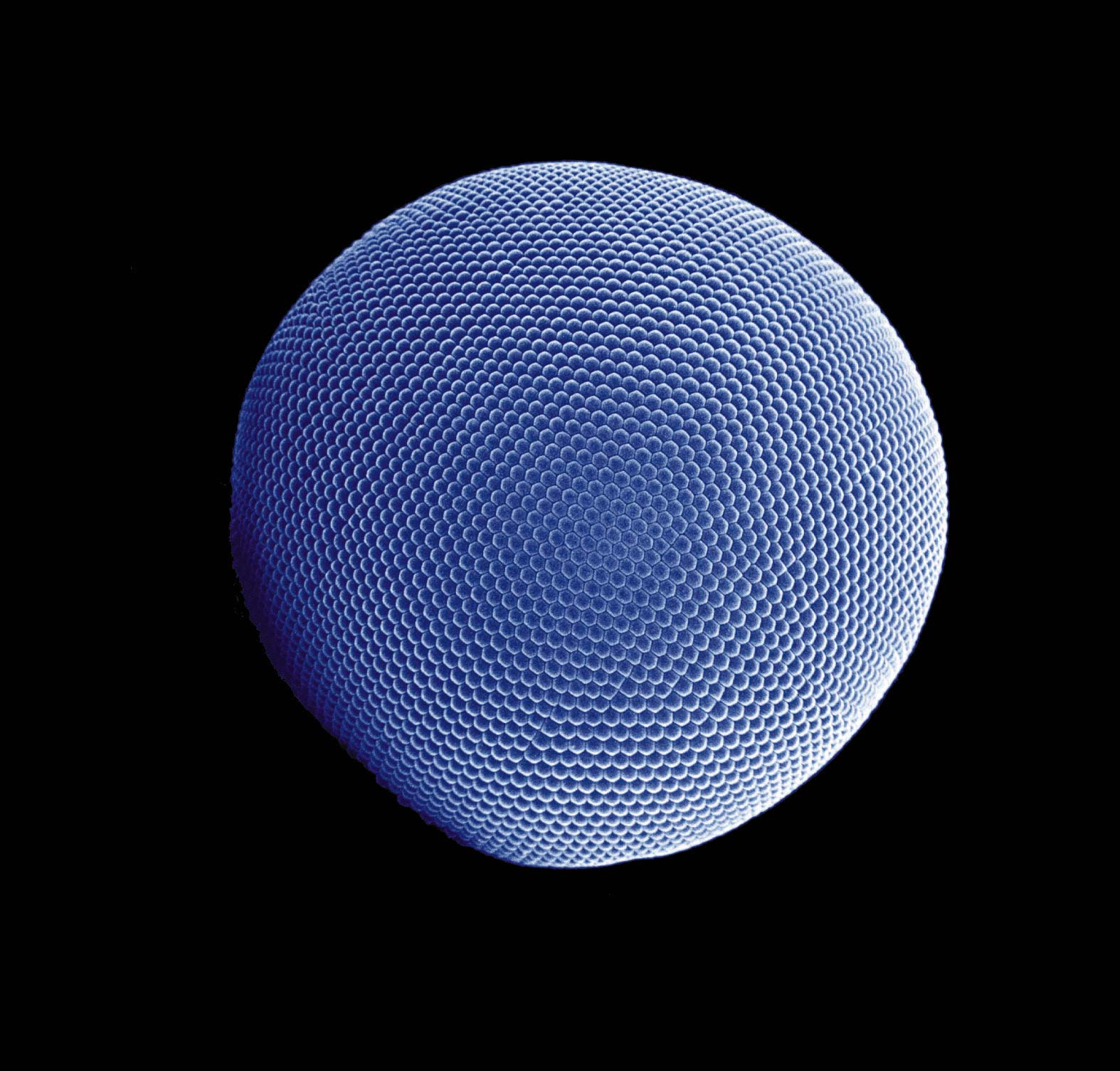
A sarki krill (Euphausia superba) összetett szeme. Az ízeltlábúak szeme a PEM felvételek visszatérő tárgya a PEM felvételek nagy mélységélessége miatt. Színezett kép
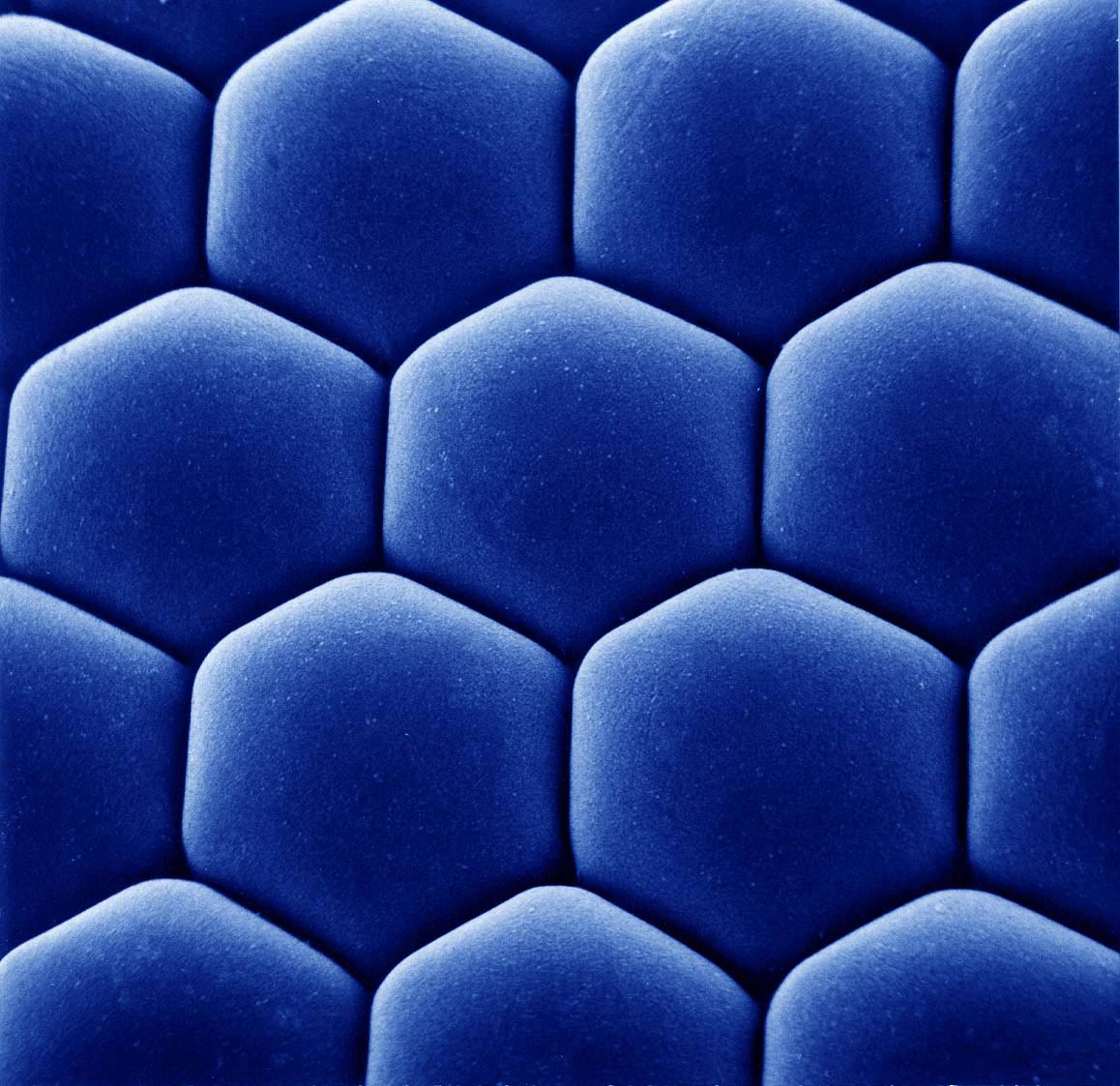
A sarki krill elemi szemének (ommatídium) PEM-os képe nagy nagyításban. A PEM nagyítási tartománya a fénymikroszkópétól a transzmissziós elektronmikroszkópéig terjed. Színezett kép
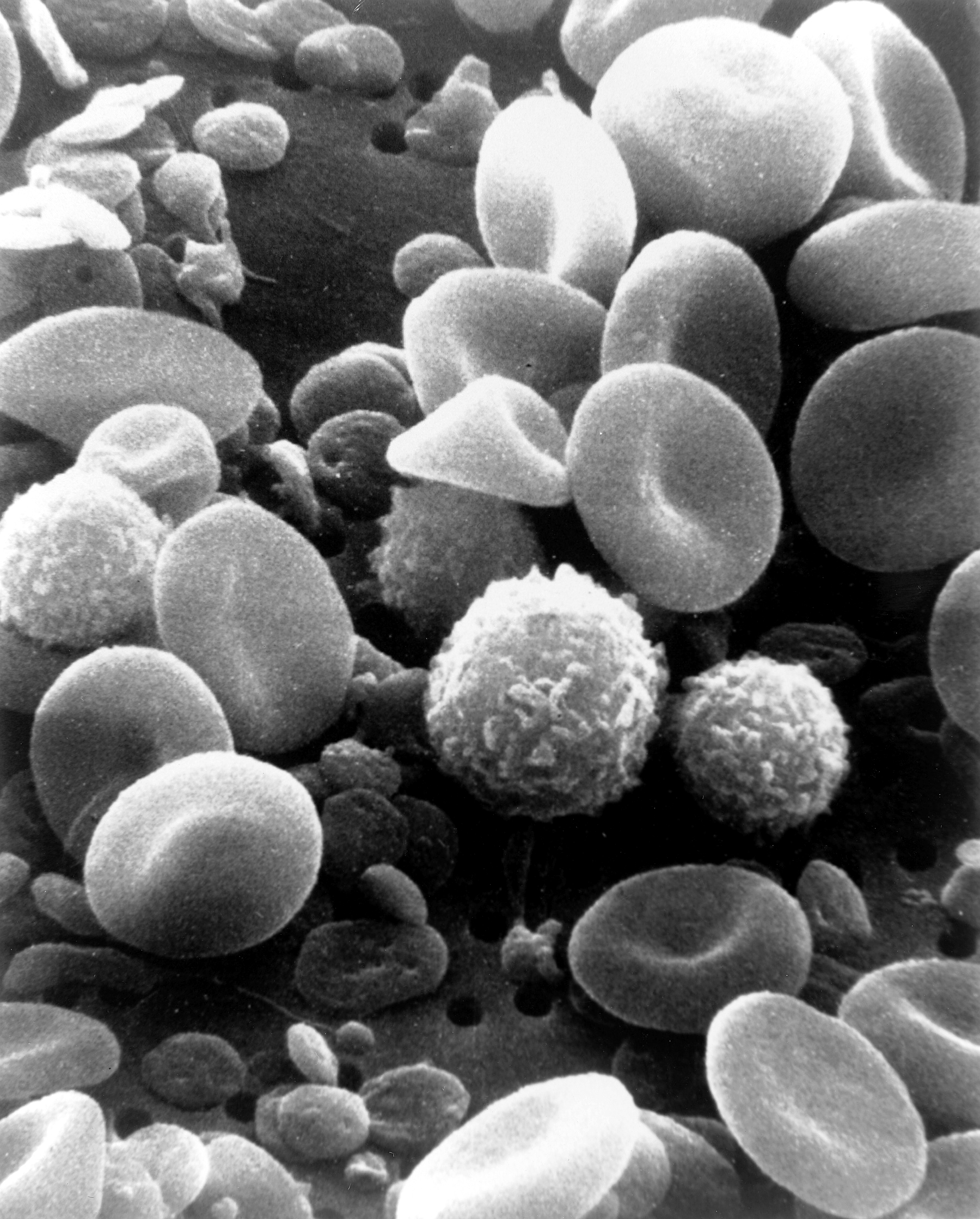
Az emberi vér PEM-os képe. A képen vörösvérsejtek, fehérvérsejtek (limfociták, egy monocita, egy neutrofil) és több korong alakú vérlemezke látható
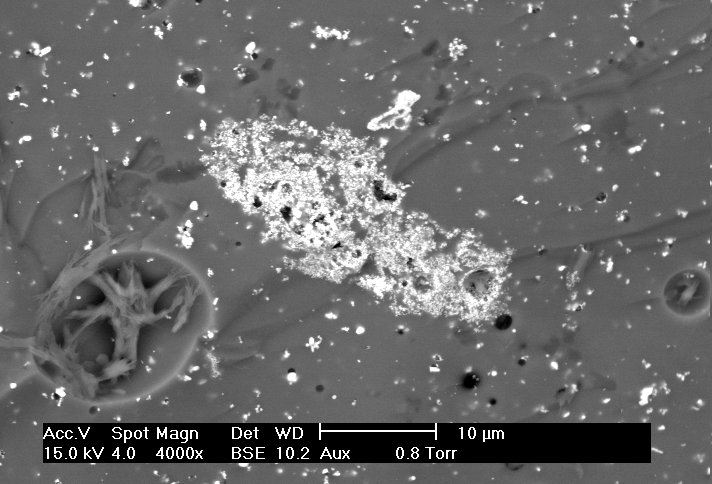
Egy antik üvegdarab antimonban dús részének visszaszórt elektronos (BSE) képe. A múzeumok rendszeresen használják a PEM-ot a felbecsülhetetlen értékű műtárgyak roncsolásmentes vizsgálatára. Emiatt sok PEM-felvételt nem vákuumban, hanem atmoszferikus nyomáson végeznek
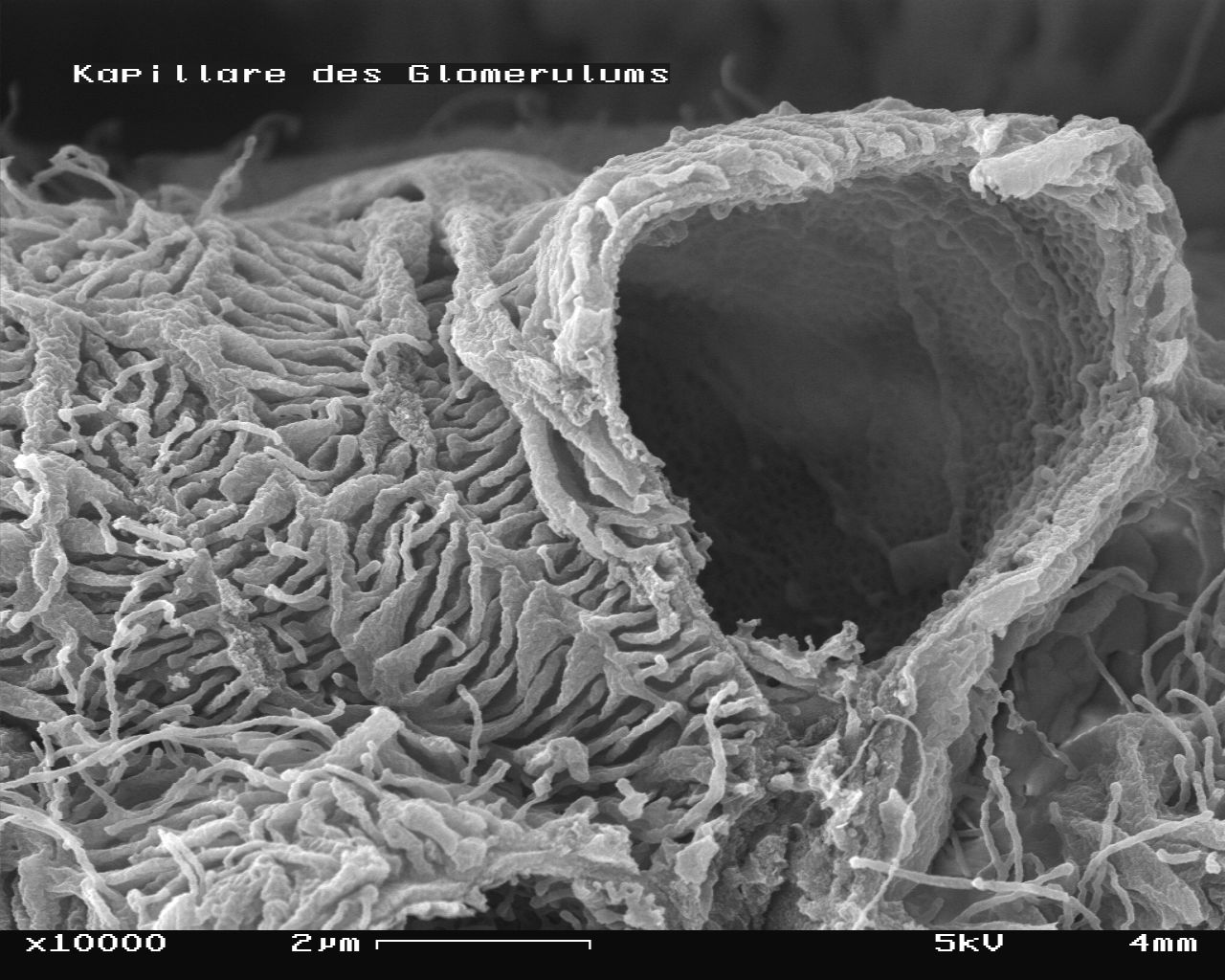
Egy törött hajszálér PEM-képe egérvese érgomolyagából
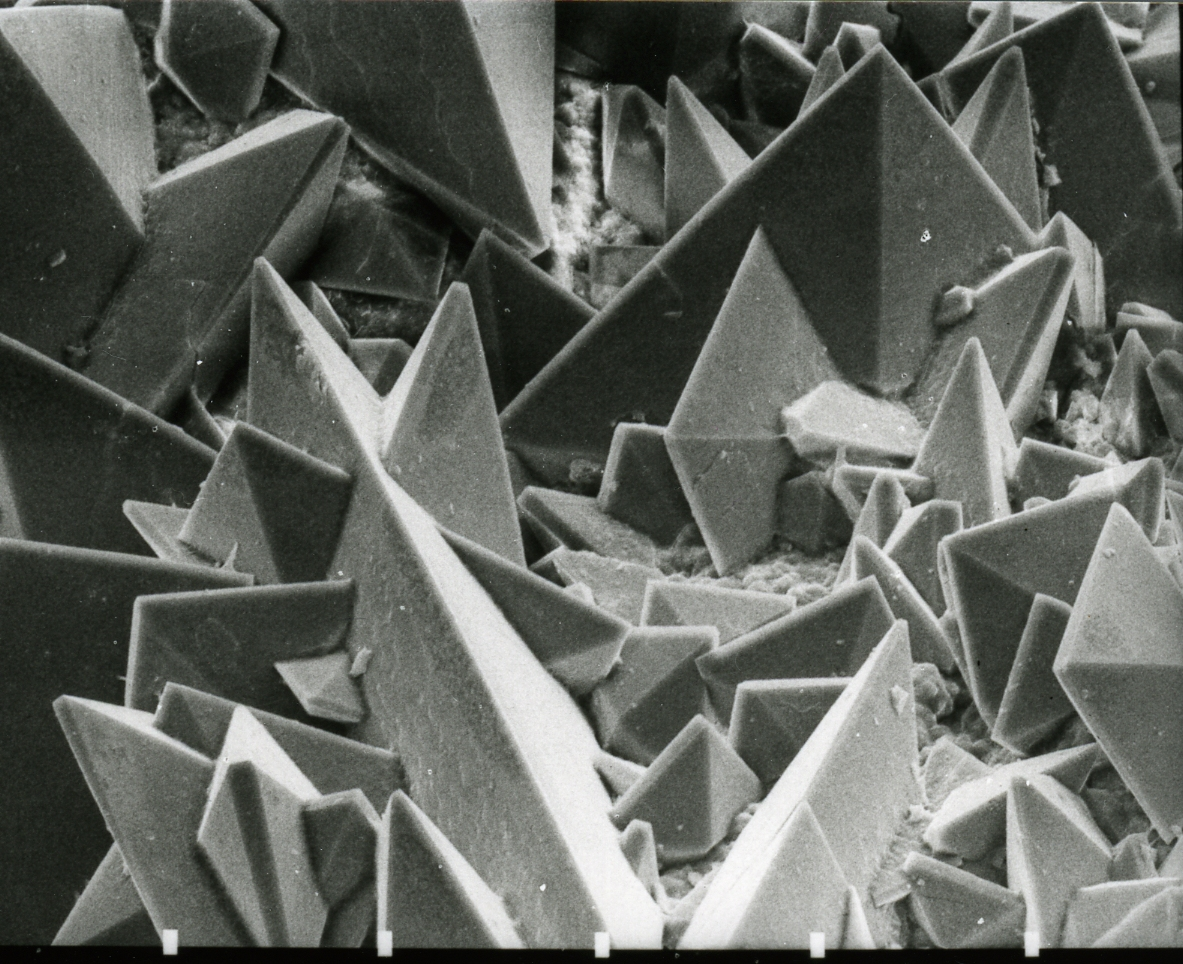
Vesekő felszínének PEM-os képe
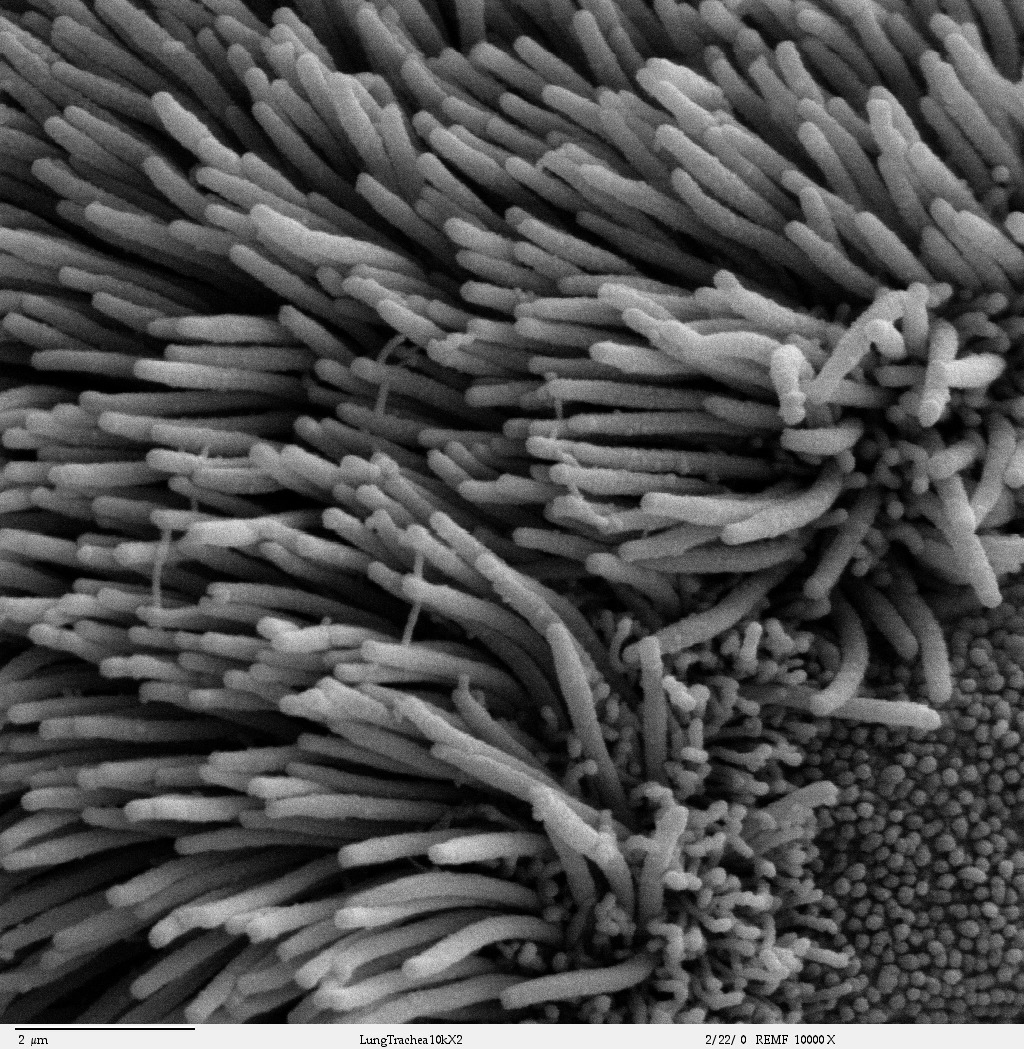
Hörgőhám csillós sejtjének PEM-os képe a csillók feltüntetésére